# Josef Klinger (Schachspieler)
Josef „Pepi“ Klinger (* 6. Juni 1967 in Sankt Johann im Pongau, Land Salzburg) ist ein österreichischer Schachgroßmeister und professioneller Pokerspieler.

## Karriere
Josef Klinger war das größte österreichische Schach-Talent der 1980er Jahre. Er belegte den dritten Platz bei der Junioren-Weltmeisterschaft 1985 und wurde im selben Jahr Internationaler Meister. Bei der Schacholympiade 1986 in Dubai erzielte er die zweitbeste Leistung der Spieler am ersten Brett (hinter Garri Kasparow). 1988 wurde Klinger zusammen mit Stefan Kindermann (der damals für den Deutschen Schachbund spielberechtigt war, aber die österreichische Staatsbürgerschaft hatte) der zweite österreichische Großmeister nach Karl Robatsch. 1988 gewann er das Schachfestival Bad Wörishofen. 1985 und 1993 gewann er die Österreichische Staatsmeisterschaft.
Klingers Interesse galt, wie bei vielen Schachspielern, auch anderen Spielen. So ist er beispielsweise in Helmut Kraussers 1989 entstandener Erzählung Spielgeld unschwer als der österreichische Schach-Großmeister Dingler zu erkennen, gegen den der Ich-Erzähler eine beträchtliche Summe Geld im Backgammon verliert.
Mitte der 1990er Jahre beendete Klinger seine erfolgversprechende Schachkarriere (er hatte zunächst nur noch sporadische Einsätze in der 1. österreichischen Bundesliga und hat seit 2009 gar keine gewertete Partie mehr gespielt) und wurde professioneller Pokerspieler. So gewann er zum Beispiel im März 2003 überraschend das Vienna Spring Festival mit einer Siegprämie von 80.000 Euro und wurde 2008 bei demselben Turnier Zweiter. Im Jahr 2010 belegte er beim Main Event der European Poker Tour in Monte-Carlo den zweiten Platz und sicherte sich eine Million Euro. Seine bis dato letzte Geldplatzierung erzielte er 2015. Insgesamt hat er sich mit Poker bei Live-Turnieren mehr als 1,5 Millionen US-Dollar erspielt.
Klingers Elo-Zahl beträgt 2433 (Stand: September 2014), er wird jedoch als inaktiv geführt, da er seit der österreichischen Bundesliga 2008/09 keine gewertete Partie mehr gespielt hat. In der Elo-Liste des Weltschachbundes FIDE 1/1985 lag Klinger in den Top 100 der Welt. Seine höchste Elo-Zahl von 2520 erreichte er im Juli 1990.
| Hier fehlt eine Grafik, die leider im Moment aus technischen Gründen nicht angezeigt werden kann. Wir arbeiten daran! |

## Nationalmannschaft
Klinger nahm mit der österreichischen Nationalmannschaft an den Schacholympiaden 1986, 1988 und 1990 jeweils am Spitzenbrett teil.

## Vereine
In der österreichischen Bundesliga (bis 2003 Staatsliga) spielte Klinger von 1983 bis 1985 für den 1. SSK Mozart Salzburg, in der Saison 1988/89 für den SK Schwaz, von 1990 bis 1995 für den SC Inter Salzburg, in der Saison 1995/96 für den SK Fischer Wien, in der Saison 1996/97 für den SC Traun 67, von 2004 bis 2006 für Sparkasse Schwarzach sowie in den Saisons 2006/07 und 2008/09 für Union Ansfelden. In der Saison 2006/07 wurde Klinger österreichischer Mannschaftsmeister.